# Pedro Ignacio Calderón

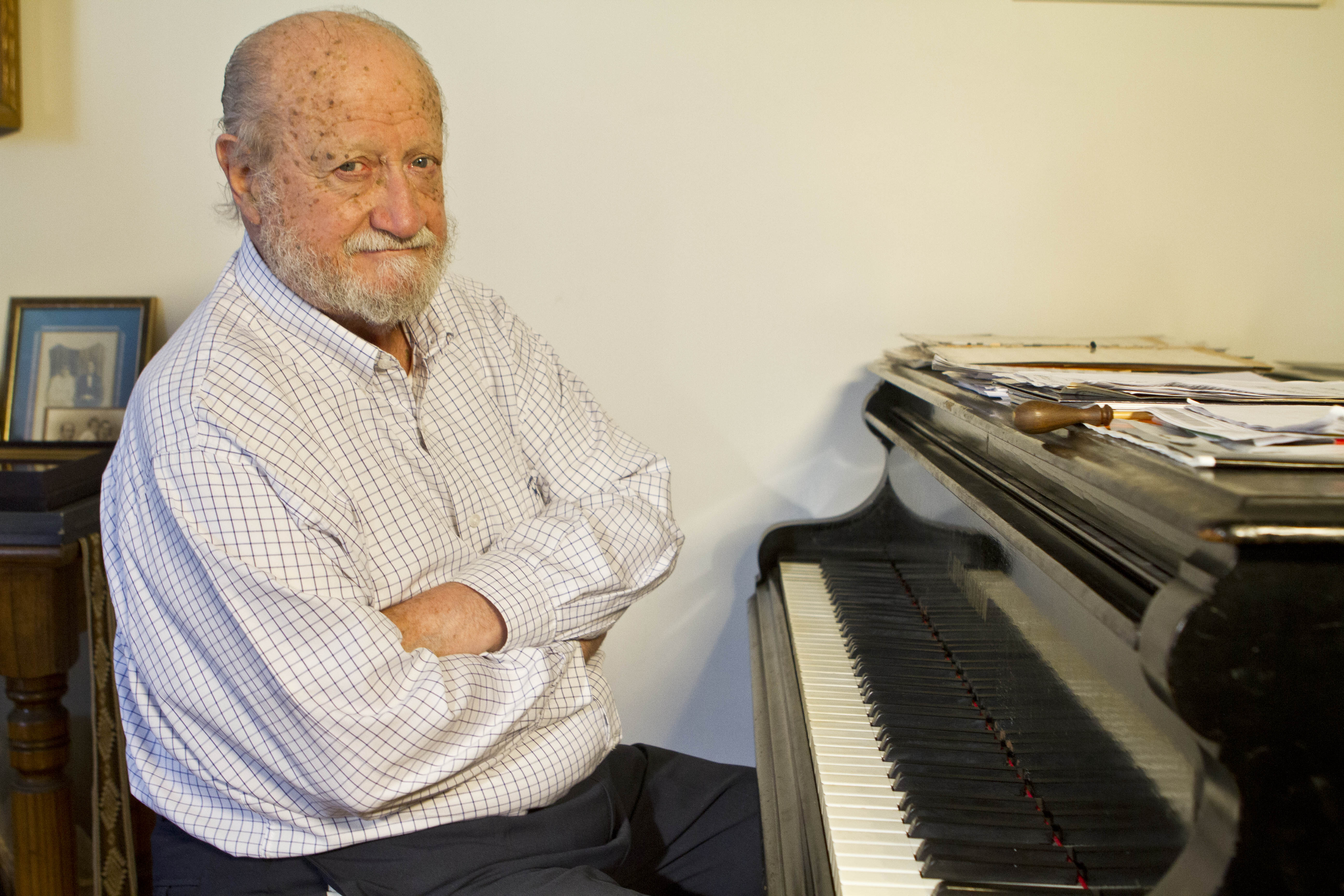
Pedro Ignacio Calderón im Jahr 2015.

Pedro Ignacio Calderón (* 1933 in Paraná) ist ein argentinischer Dirigent.

## Leben
Calderón war Schüler von Vincenzo Scaramuzza, Alberto Ginastera und Hermann Scherchen. 1953 debütierte er als Dirigent des Orquesta Sinfónica de Radio Nacional in Buenos Aires. 1958 wurde er Direktor des Orchesters von Tucumán. 1960 ging er nach Rom, wo er an der Accademia di Santa Cecilia bei Fernando Previtali studierte. Von 1966 bis 1991 war er mit kurzen Unterbrechungen Direktor des Philharmonischen Orchesters von Buenos Aires, mit dem er in den 1970er Jahren sämtliche Sinfonien Gustav Mahlers aufführte. Daneben gastierte er als Dirigent zahlreicher weiterer lateinamerikanischer sowie europäischer Sinfonieorchester und dirigierte am Teatro Colón und anderen Opernhäusern die Werke von Verdi, Puccini, Rossini, Wagner, Rimski-Korsakow und de Falla.
Er war 1990 Jurymitglied beim Santander Paloma O’Shea Klavierwettbewerbs.
1996 und 1998 wurde er vom Musikkritikerverband Argentiniens zum besten Dirigenten der Saison gewählt, im folgenden Jahr von der Fundación Conex zu einem der fünf besten Dirigenten des Jahrzehnts.

## Auszeichnung
- 1963: Gewinner der Dimitri Mitropoulos International Music Competition

## Belege
1. ↑  Paloma O’Shea Santander International Piano Competition “Winners, members of the jury and artistic guests”

| Personendaten    | Personendaten           |
| ---------------- | ----------------------- |
| NAME             | Calderón, Pedro Ignacio |
| KURZBESCHREIBUNG | argentinischer Dirigent |
| GEBURTSDATUM     | 1933                    |
| GEBURTSORT       | Paraná                  |